# Eopteranodon
Eopteranodon – pterozaur żyjący w czasie aptu (wczesna kreda).

## Nazwa
Odwołuje się ona do innego, znacznie bardziej znanego pterozaura – pteranodonta.

## Odkrycie
Odnaleziono go w chińskiej formacji Yixian leżącej w prowincji Liaoning. Znaleziono niekompletny szkielet, w tym czaszkę. Była ona bezzębna i posiadała grzebień. Przypominała czaszkę pteranodonta. Miała 20cm długości, podczas gdy rozpiętość skrzydeł zwierzęcia wynosiła 1,2m. Nie umieszczono go jednak w rodzinie Pteranodontidae, tylko w grupie Pteranodontia jako incertae sedis. Późniejsze badania wykazały jednak bliskie pokrewieństwo z grupą Azhdarchoidea. Odkrycie bardziej prymitywnych zwierząt należących do tej grupy pozwoliło zaklasyfikować rodzaj Eopteranodon do rodziny Chaoyangopteridae.

## Gatunki
- E. lii